# Cerkev sv. Mavricija, Coburg
Cerkev sv. Mavricija (nemško Morizkirche, Stadtkirche St. Moriz) je protestantska cerkev, posvečena svetemu Mavriciju v Coburgu na Bavarskem v Nemčiji in je najstarejša cerkev v mestu. Njeni najzgodnejši ostanki segajo v romansko stavbo 13. stoletja, ki je nadomestila cerkev iz 12. stoletja. Znano je, da je Martin Luther leta 1530 tam imel več pridig. V tej cerkvi je družinska grobnica vojvodov Coburških. V sodobnem času služi Morizkirche kot glavna cerkev kongregacije sv. Mavricija. Zaradi višine stolpov je cerkev ena od znamenitosti Coburga. Je tudi eden najpomembnejših Luthrovih spomenikov v južni Nemčiji.:47–48

## Zgodovina
Na mestu sedanje cerkve je stala starejša romanska bazilika iz 12. stoletja kot del sklopa cerkvenih stavb, vključno s pokopališčem in upravnimi stavbami. To je bil probstei benediktincev samostana Saalfeld. Obstoječa cerkev sv. Mavricija je iz 14. stoletja, zaradi česar je najstarejša obstoječa cerkev v Coburgu. Gradnja se je začela okoli leta 1310.  Najzgodnejši ohranjeni del je vzhodni kor, dokončan leta 1330. V 15. stoletju je bil zahodni portal z dvema stolpoma porušen in nadomeščen s sedanjo zgradbo z dvema različnima stolpoma.
Reformacija je v Coburg prišla zgodaj, ko je leta 1518 tam pridigal Balthasar Düring. Z reformacijo je lastništvo cerkve prešlo na mesto, ki je prevzelo stroške delovanja. V velikonočnem tednu leta 1530 je imel v njej več pridig Martin Luther.
V poznem 17. stoletju je bil v cerkvi župnik in diakon Kaspar Friedrich Nachtenhöfer, pisec hvalnic.
Notranjost poznogotske dvoranske cerkve je bila sredi 18. stoletja baročno prenovljena. Tako je večina tega, kar je danes vidno v notranjosti, iz prenove 1740–42. Arhitekt Johann David Steingruber je ustvaril sedanjo stavbo z dvema emporama. Pri tej prenovi je bil velik del gotske notranjosti uničen ali precej spremenjen. Vendar je bila večina bogatih srednjeveških elementov, kot je 15 oltarjev in dragocenih figur, izgubljenih že med reformacijo.:16
Cerkev je služila kot pokopališče družine Ducal, dokler ni postala premajhna in je bil v 1850-ih s finančno podporo kraljevih hiš Belgije in Združenega kraljestva zgrajen nov mavzolej na Friedhof am Glockenberg.
20. oktobra 1932 sta se švedski princ Gustaf Adolf in princesa Sibila Saško-Coburško-Gotha, starša švedskega kralja Karla XVI. Gustava, poročila v cerkvi sv. Mavricija.
7. julija 2018 se je princesa Stephanie Saško-Coburško-Gotha, edina hči Andreasa, princa Saško-Coburško-Gotha, poročila v cerkvi z Janom Stahlom, inženirjem pri BMW.

## Arhitektura in umetnost

### Opis stavbe
Cerkev sv. Mavricija je gotska dvoranska cerkev z dolgim korom. Konstrukcija je dolga 62 metrov in široka do 33 metrov. Kor ima petosminko apsido in rebrasti obok s tremi prednjimi polji in ploščatimi sklepniki. Dolge stranice so razdeljene s štirimi oporniki. Jugovzhodni opornik je bil prvotno cerkveni portal, ki je omogočal dostop do cerkvenega dvorišča. V jugozahodnem vogalu, na povezavi z ladjo, je manjši stolpič s polžastimi stopnicami. V severozahodnem vogalu je dvopolna in nadstropna zakristija. Strma strešna konstrukcija je dvokapnica z razponom okoli 9,2 metra, višino okoli 9,8 metra in dolžino okoli 21 metrov. Kor je od ladje ločen s šilastim lokom.
Os ladje, ravno strešne galerijske dvorane s tremi enako visokimi ladjami, je zamaknjena od osi kora. Severna zunanja stran, obrnjena proti staremu mestu, je bolj dovršeno oblikovana kot južna stran. Oporniki so tam trikrat stopničasti. Na dnu srednjega dela so doprsni kipi, polovične figure in bajeslovna bitja, ki simbolizirajo sedem smrtnih grehov. Južna fasada je leta 1740 v tretjem traku dobila nov vhodni portal, kar je pomenilo simetrično prilagoditev severni fasadi. Na vzhodni opornik so leta 1917 dodali sončno uro. Ladje imajo dvonadstropne galerije. Osem stebrov podpira raven strop s stropnim ogledalom s štukaturo. Streha je dvokapna z razponom približno 24,1 metra, višine približno 19,8 metra in dolžine 27,2 metra.
Zahodno dvostolpno pročelje sestavljajo masivni kubusi stolpov in fino strukturirana osrednja stavba. Stolpi so podobni do petega nadstropja. Imajo okna s krogovičjem, nadstropja so ločena z venci. Tla stolpa sta prepletena z zvezdastimi oboki. 72 metrov visok severni stolp ima osmerokotno tlorisno podkonstrukcijo, sledijo zvonik s štirimi visokimi okni, stolpna soba s pravokotnimi okni in dvojno lanterno. V severozahodnem vogalu pritličja stoji lik sv. Krištofa. 42 metrov visok južni stolp se imenuje Rabenturm in ima samo začetek osmerokotnika. V jugozahodnem vogalu je lik sv. Nikolaja.
Osrednji del med stolpoma sestavljata glavni portal v pritličju in Mihaelova kapela v zgornjem nadstropju. V lijakasto odprti veži vhoda sta na konzolah figuri Adama in Eve na desni ter Marije in sv. Barbare na levi; sta iz 15. stoletja. Nad preddverjem sta figuri sv. Petra in sv. Mavricija s sulico na opornikih ob galeriji s trakastim parapetom.
Mihaelova kapela je dostopna skozi stolp s poligonalnim spiralnim stopniščem na desni strani glavnega portala. Orgelski prospekt zakriva zahodni kor z velikim tridelnim oknom v sredini in manjšimi dvopasovnimi okni ob straneh. Prostor je prepleten z rebrastim obokom.
V cerkvi je grobnica vojvodske družine. Dominira 13 m visok renesančni alabastrni epitaf za vojvodo Johanna Friedricha II., delo kiparja Nikolausa Bergnerja (dokončano leta 1598).
Poleg epitafa v pritličju Rabenturma velja izpostaviti nagrobnik viteza Albrechta von Bacha († 1441) in fresko. To je nekaj srednjeveških relikvij v cerkvi. Barvna krsta iz leta 1539 ima relief otroškega plesa Jörga Dienerja.
Omeniti velja tudi kovinske nagrobnike v koru. V severovzhodnem vogalu je masivna izklesana nagrobna plošča za vojvodo Johanna Kazimirja, delo ustanovitelja coburškega rudišča Georga Wertherja. Zraven je dvodelna gravirana plošča za Johanna Ernsta nürnberškega orožarskega mojstra Bernharda Eberleina. Na južni steni je plošča Johanna Friedricha srednjega, poleg plošče njegove žene Elisabeth von der Pfalz, obe pa je izdelal nürnberški livar Benedikt Wurzelbauer po načrtu Petra Sengelauba leta 1595. V kripti je sarkofag vojvode Albrehta.
Oltar iz svetlega javorovega lesa je iz leta 2016 in je delo münchenskega umetnika Wernerja Mallyja. Sestavljen je iz petih premičnih elementov in je na stopnicah med korom in ladjo.
V cerkvi je grobnica vojvodske družine. Dominira 13 m visok renesančni alabastrni epitaf za vojvodo Johanna Friedricha II., delo kiparja Nikolausa Bergnerja (dokončano leta 1598).

## Orgle
Orgle Karla Schukeja Berliner Orgelbauwerkstatt so bile nameščene leta 1989 v rekonstruiran okvir, ki ga je prvotno izdelal Wolfgang Heinrich Daum (1740).

## Cerkev danes
Cerkev je v lasti mesta Coburg, vendar služi kot glavna cerkev protestantske kongregacije sv. Mavricija
Od začetka leta 2016 je cerkev zaprta zaradi prenove.